# David Gutiérrez Cataluña
David Gutiérrez Cataluña (Valencia, 4 februari 1981) is een Spaans voormalig wielrenner. Zijn oudere broers Ignacio en José Enrique waren eveneens wielrenner.

## Carrière
In april 2006 werd Gutiérrez prof bij Andalucía-Paul Versan, dat hem overhevelde vanuit hun amateurploeg. Namens die ploeg nam hij dat jaar deel aan onder meer de Klasika Primavera, de Prueba Villafranca de Ordizia en de Ronde van Burgos. Zijn dienstverband bij de Spaanse ploeg eindigde na afloop van het seizoen.
Op amateurniveau won Gutiérrez in 2007 een etappe in de Ronde van Maestrazgo.

## Ploegen
- 2006 –  Andalucía-Paul Versan (vanaf 1 april)